# Эмират Бейхан
Эмират Бейхан (араб. إمارة بيحان‎ Amirat Bayhan) — арабское государство, существовавшее на территории северной части нынешней мухафазы Шабва в Южном Йемене (с 1680 по 1967 годы). Во главе эмирата стояла династия Аль-Абили, являвшаяся ветвью династии шиитских имамов Саны Касимидов.

## История эмирата
В долине Бейхан, на территории которой в конце XVII века возник одноимённый эмират, исторически населяла племенная группа Мусабейн, в которой доминировали семьи Аль-Салех (из клана Ахмад Саиф) и Аль-Фатима (клан Наджи Алави), между которыми шла непрерывная борьба. К северу от долины господствовало племя Бальхариф. В конце XVII века центральный район долины Бейхан заселил клан Аль-Абили, ведущий свою родословную от династии имамов Саны Касимидов. К 1680 году род Аль-Абили возглавил племена Бейхана, объявил о создании независимого от Турции эмирата и был признан хашимитскими шерифами Мекки в качестве потомков Пророка Мухаммеда и, соответственно, в качестве своих кровных родственников.
В конце XIX века эмират Бейхан вошел в состав Протектората Аден. В Бейхане был размещён британский гарнизон.
В 1945 году амир Бейхана вынужден был подписать с Великобританией договор, предусматривающий создание при амире должности британского советника, контролирующего внутреннюю политику эмирата. 11 февраля 1959 года эмират Бейхан вместе с ещё пятью йеменскими монархиями вошёл в состав учреждённой англичанами Федерации Арабских Эмиратов Юга, в 1962 году преобразованной в Федерацию Южной Аравии. Монархия была упразднена в 1967 году, а территория эмирата вошла в состав Народной Республики Южного Йемена.

## Амиры Бейхана
- 1680—? гг. Мукбил, 1-й амир Бейхана
- ?—? гг. Хасан
- ?—? гг. Галиб
- ок. 1750—1800 гг. Хусейн ибн Кайс аль-Хашими
- ок. 1800—1820 гг. Сукбил ибн Хусейн Абу аль-Кайс аль-Хашими
- ?—? гг. Абил
- ?—? гг. Сайфаллах
- ?—? гг. Мубарак
- ?—? гг. Барак ибн Абил
- ?—1903 гг. Мухсин ибн Барак аль-Абили аль-Абили аль-Хашими
- 1903—1935 гг. Ахмад бин Мухсин аль-Абили аль-Абили аль-Хашими, отрёкся от престола в пользу внука
- 1935—1967 гг. регент Хусейн бин Ахмад аль-Мухсин, сын амира Ахмада бин ибн Мухсина, министр внутренних дел Федерации Южной Аравии
- 1935—1967 гг. Салих бин Хусейн аль-Абили аль-Абили аль-Хашими (1935—2010), сын регента Хусейна бин Ахмада и Халимы, дочери шейха племени Мусабейн.

### Наследники престола
После смерти в феврале 2010 года амира Салиха наследником престола стал его сын принц Талал бин Салих аль-Абили.